# 2000년 하계 올림픽 야구
2000년 하계 올림픽 야구는 2000년 하계 올림픽에서 세 번째로 정식 종목으로 채택되었고, 8개 팀들이 각각 서로서로 경기를 하였으며, 그 결과 상위 4개 팀이 뽑힌다. 여기에서 다시 1위 팀과 4위 팀이 준결승 경기를 펼치고, 2위 팀과 3위 팀이 준결승 경기를 펼친 다음, 승리한 팀끼리 금메달을 두고 경기를 하였으며, 여기에서 진 팀은 은메달을 얻었다. 준결승 경기에서 패한 두 팀은 후에 동메달을 두고 경기를 벌였다.

## 메달리스트
| 금메달 | 은메달 | 동메달 |
| 미국 (USA)브렌트 아버나티 · 커트 아인스워스 · 팻 보더스 · 션 버로스 · 존 커튼 · 트래비스 다우킨스 · 애덤 에버렛 · 라이언 프랭클린 · 크리스 조지 · 셰인 햄즈 · 마커스 젠센 · 마이크 킨케이드 · 릭 크리브다 · 덕 민키에비츠 · 마이크 네일 · 로이 오스왈트 · 존 로치 · 앤서니 샌더스 · 바비 시 · 벤 시트스 · 브래드 위커슨 · 토드 윌리엄 · 어니 영 · 팀 영 | 쿠바 (CUB)오마르 아헤테 · 요반니 아라곤 · 미겔 칼데스 · 다니엘 카스트로 · 호세 콘트레라스 · 요발 두에냐스 · 야쎄르 고메스 · 호세 이발 · 오레스테스 킨델란 · 페드로 루이스 라조 · 오마르 리나레스 · 오스카르 마시아스 · 후안 마르케스 · 하비엘 멘데즈 · 로날도 메리노 · 헤르만 메사 · 안토니오 파체코 마쏘 · 아리엘 페스타노 · 가브리엘 피에레 · 마엘스 로드리게스 · 안토니오 스컬 · 루이스 울라시아 · 라사로 바예 · 노르헤 루이스 베라 | 대한민국 (KOR)장성호 · 정대현 · 정민태 · 정수근 · 홍성흔 · 진필중 · 김동주 · 김한수 · 김기태 · 김수경 · 김태균 · 구대성 · 이병규 · 이승호 · 이승엽 · 임창용 · 임선동 · 박재홍 · 박진만 · 박종호 · 박경완 · 박석진 · 손민한 · 송진우 |

## 경기 결과

### 풀 리그
| 팀                | W | L | 경기 결과 |
| ----------------- | - | - | --------- |
| 쿠바              | 6 | 1 | 1-0       |
| 미국              | 6 | 1 | 0-1       |
| 대한민국          | 4 | 3 | 1-0       |
| 일본              | 4 | 3 | 0-1       |
| 네덜란드          | 3 | 4 | -         |
| 이탈리아          | 2 | 5 | 1-0       |
| 오스트레일리아    | 2 | 5 | 0-1       |
| 남아프리카 공화국 | 1 | 6 | -         |

### 4강 토너먼트
|  | 준결승전 | 준결승전 |      |   | 결승전 | 결승전 |
|  |          |          |      |   |        |        |
|  |          |          |      |   |        |        |
|  |          |          |      |   |        |        |
|  | 쿠바     | 3        |      |   |        |        |
|  | 쿠바     | 3        |      |   |        |        |
|  | 일본     | 0        |      |   |        |        |
|  | 일본     | 0        | 쿠바 | 0 |        |        |
|  |          |          | 쿠바 | 0 |        |        |
|  |          | 미국     | 4    |   |        |        |
|  | 미국     | 미국     | 4    | 3 |        |        |
|  | 미국     |          |      | 3 |        |        |
|  | 대한민국 | 2        |      |   |        |        |
|  | 대한민국 | 2        |      |   |        |        |

## 최종 결과
| 순위   | 팀                |
| ------ | ----------------- |
| Gold   | 미국              |
| Silver | 쿠바              |
| Bronze | 대한민국          |
| 4.     | 일본              |
| 5.     | 네덜란드          |
| 6.     | 이탈리아          |
| 7.     | 오스트레일리아    |
| 8.     | 남아프리카 공화국 |